# Minysicya
Minysicya is een monotypisch geslacht van straalvinnige vissen uit de familie van grondels (Gobiidae).

## Soort
- Minysicya caudimaculata Larson, 2002